# Caval românesc
Cavalul românesc este un instrument muzical tradițional de suflat din familia fluierelor, caracterizat printr-un timbru grav, catifelat și nostalgic. Este întâlnit mai ales în regiunile din sudul României: Oltenia, Muntenia, Dobrogea și sudul Moldovei. Confecționat din lemn de cireș, prun, paltin, alun, soc sau alte esențe, este asemănător cu fluierul, însă de dimensiuni mai mari.

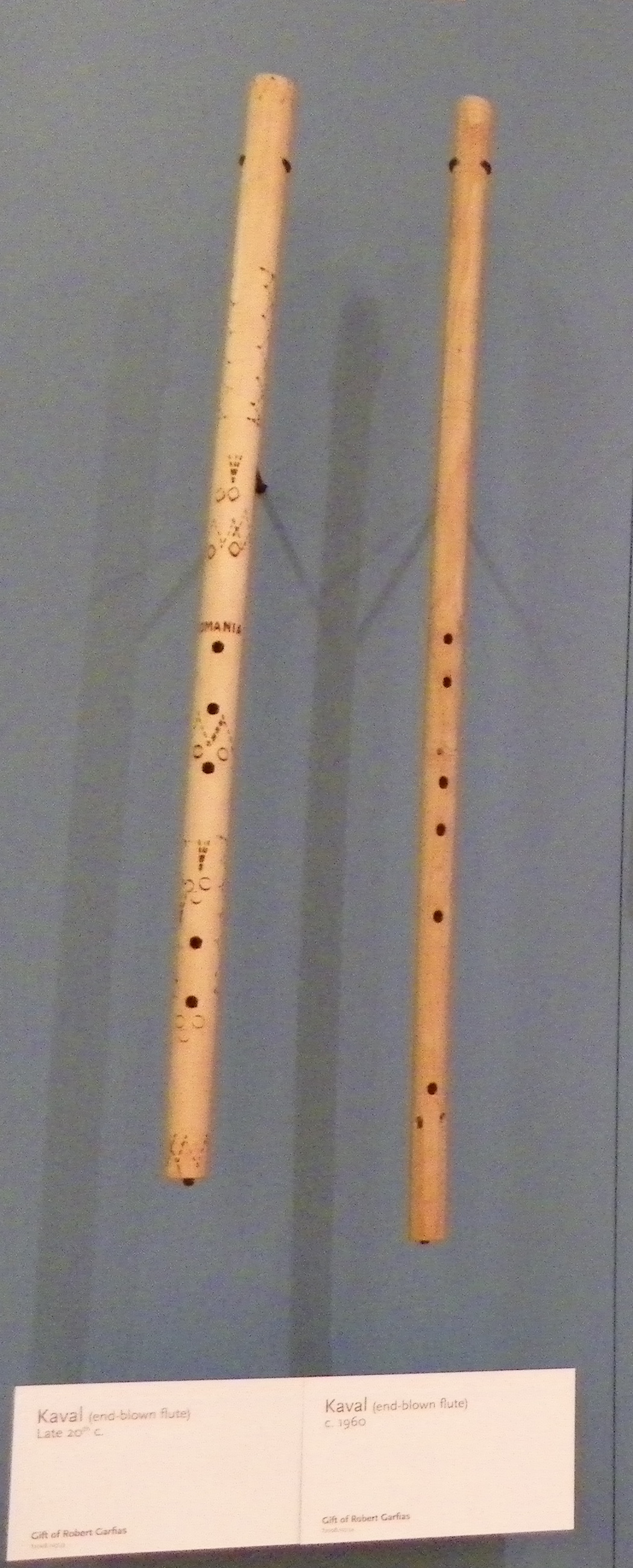
Cavale în expozitie

## Etimologie
Termenul caval este considerat de origine turcă, fiind preluat în limba română prin influențele culturale otomane asupra spațiului balcanic.

## Istorie și origine
Originea exactă a cavalului este incertă. Unele ipoteze sugerează că instrumente similare existau încă din perioada dacică, sub domnia lui Burebista. De asemenea, se presupune că tradiția fluierelor mari din lemn ar putea avea influențe orientale, având în vedere și existența culturii Cucuteni.
Muzicologul Traian Ciuculescu a introdus termenul caval românesc pentru a desemna fluierul mare cu cinci orificii, specific spațiului extracarpatic românesc.

## Răspândire și utilizare
Aria de răspândire a cavalului românesc se află în afara arcului carpatic și cuprinde partea de sud a Moldovei, Dobrogea, Muntenia și Oltenia. În județele Teleorman, Olt și Dolj au apărut, începând cu anii 1950, formații artistice care includ cavalul în componența lor, fie ca instrument de acompaniament, fie ca instrument solistic.
Cavalul a fost utilizat în special de către ciobani pentru a alunga singurătatea și dorul, dar și în contexte comunitare restrânse, precum petreceri familiale, clăci și șezători. Odată cu apariția sistemelor de amplificare, utilizarea sa s-a extins și pe scenă.

## Caracteristici
Cavalul este un aerofon cu dop, cu cinci orificii de control:
- trei pentru mâna stângă;
- două pentru mâna dreaptă.

Sunetul este generat printr-un orificiu numit vrană, o variantă a gurii de fluier, dar cu dimensiuni și formă diferite. Are un debit sonor redus, fiind potrivit pentru interpretări neamplificate, de tip intim.
În registrul grav, produce o scară minoră cromatică defectivă, completabilă în registrul mediu și acut cu ajutorul armonicelor superioare.
Tonalitățile cele mai frecvente sunt:
- Si minor
- Si bemol minor
- La minor
- Sol minor
- Fa diez minor
- Fa minor

## Interpreți
Printre interpreții notabili se numără:
- Marin Chisăr (Dolj)
- Constantin Chisăr (Dolj)
- Nelu Iovănescu (Dolj)
- Ion Stoicănel (Teleorman)
- Tudor Trăistaru (Teleorman)
- Ioan Lăceanu (Teleorman)
- Dumitru D. Stancu
- Valentin Ciobanu
- Ion (Nicu) Costache
- Ion Fărcaș
- Valer Călin
- Marin Albu
- Dumitru Zamfira

## Meșteri renumiți
Constructori de cavale de renume:
- Gheorghe Grama
- Ion Costache (Dobrotești, Teleorman)
- Ion Ghiră (Gighera, Dolj)
- Ionel Boghian (Crasna, Gorj)
- Nicolae Sava (Viișoara, Bistrița)

## Decorarea cavalului
Ciobanii decorau cavalul prin incizii în lemn, reprezentând motive florale sau geometrice, evidențiate cu cărbune și lustruite cu seu sau slănină. Meșterii moderni folosesc unelte specializate și pigmenți. Emil Pralea, un constructor contemporan, a introdus șabloane cu motive tradiționale inspirate din ștergare și covoare.

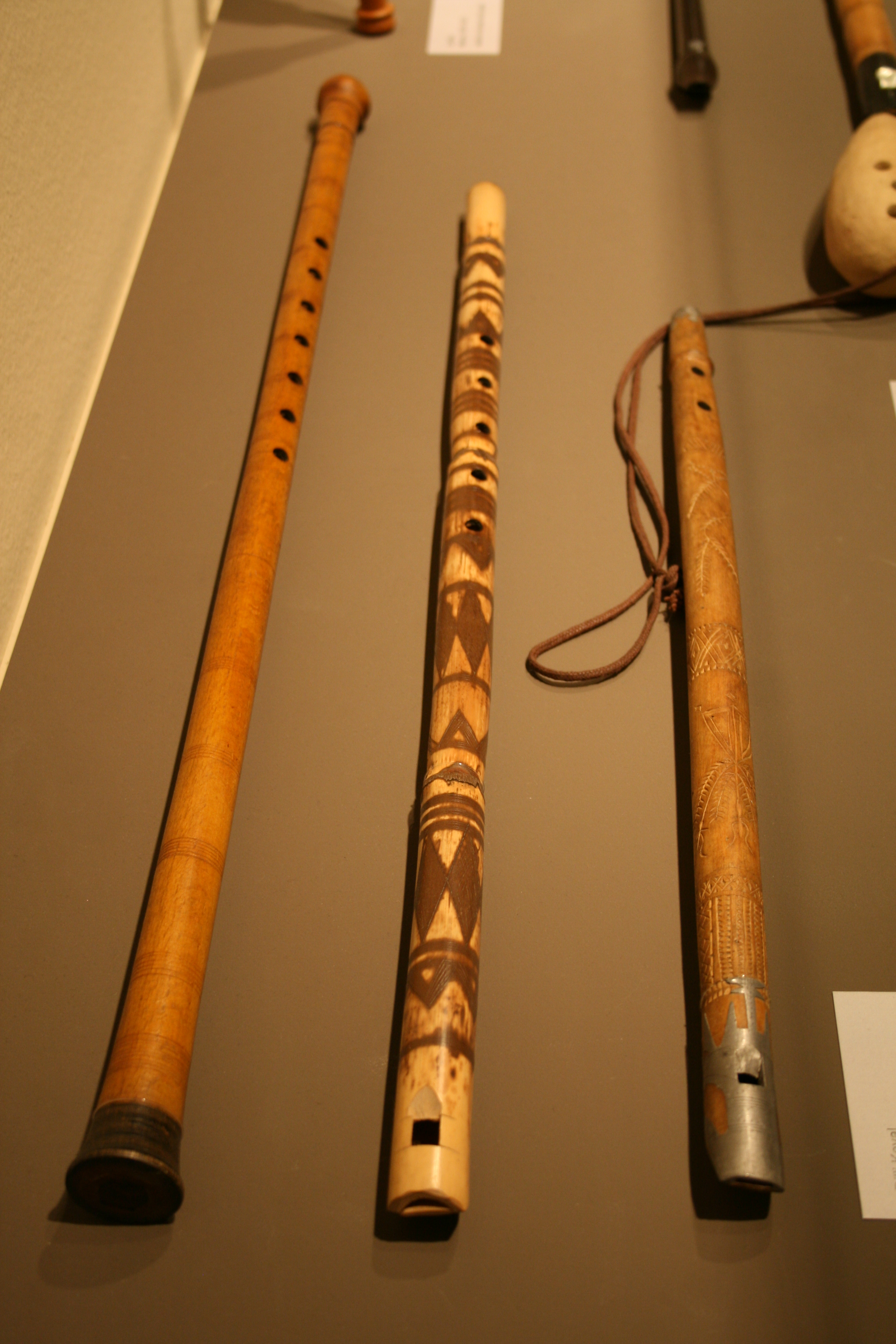
Instrumente muzicale de suflat gravate (stânga - caval)

Traian Ciuculescu menționează cavale sculptate cu modele zoomorfe, precum doi șerpi înghițind o broască, sau un șarpe furând un ou dintr-un cuib.
Capătul inferior al cavalului este adesea evazat, în formă de pâlnie — inovație a meșterului Gheorghe Grama din Dobrotești. Acest model a fost preluat și popularizat de Ion Costache. Această modificare amintește de forma clarinetului și oferă o îmbunătățire acustică, fiind compensată prin alungirea instrumentului cu 1 cm.

## Inovații constructive

### Cavalul din mai multe segmente
La solicitarea interpreților profesioniști, au fost create cavale demontabile, alcătuite din două sau trei piese, pentru un transport mai ușor. Îmbinarea se face similar clarinetului, dar poate afecta performanțele sonore dacă nu este realizată corect.

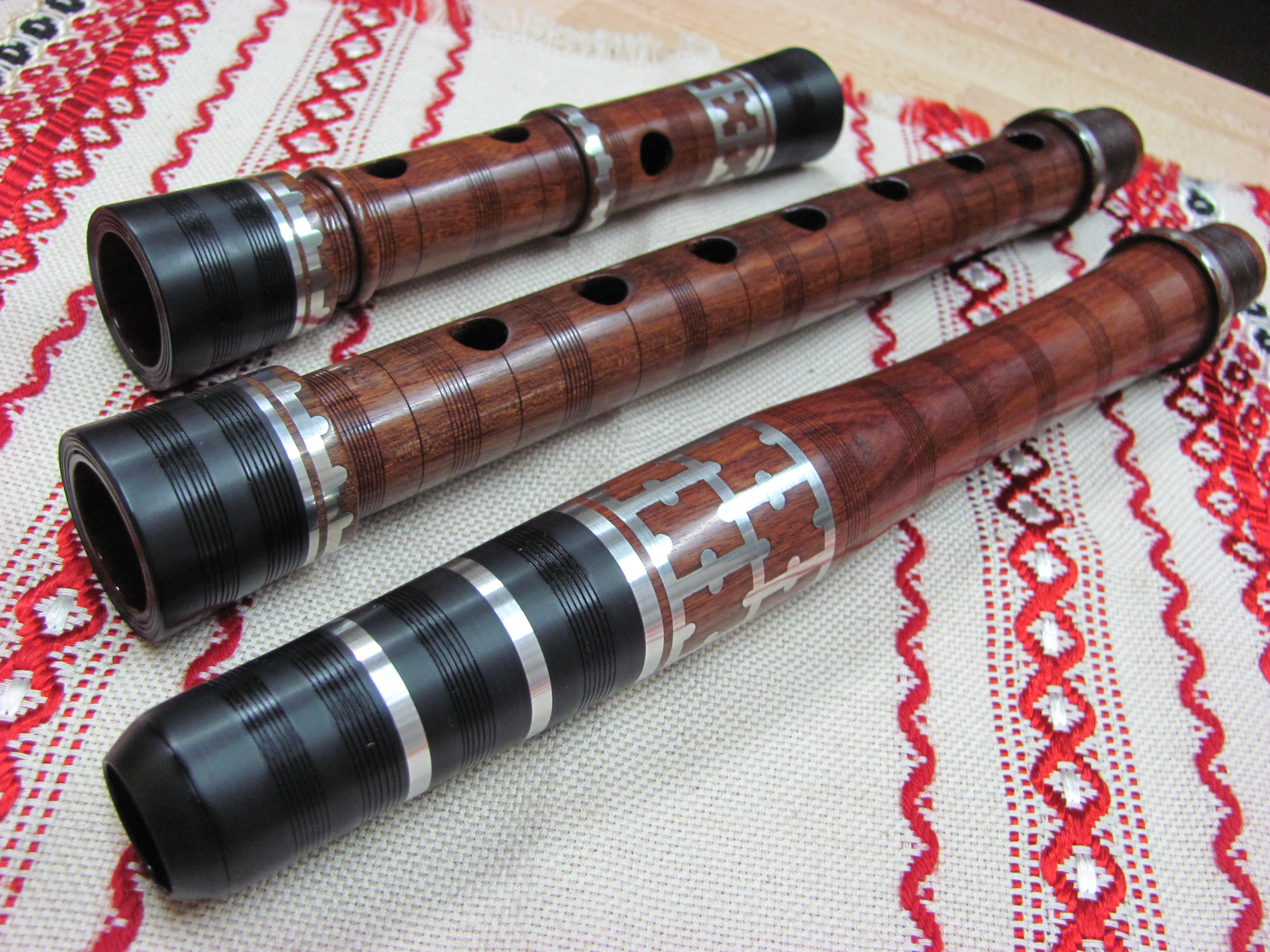
Caval bulgăresc format din trei segmente

### Cavalul cu șase orificii
Constructorii din Basarabia au dezvoltat un model cu șase orificii. Sub al treilea orificiu, ușor deviat spre stânga, este forat un orificiu suplimentar care permite coborârea sunetului cu un semiton. Această variantă este preferată de interpreții care folosesc cavalul în registrele mediu și acut.

## Cavalul în credințele populare
În folclorul românesc, cavalul este considerat un instrument sacru, creat de Dumnezeu. O legendă culeasă de Iosif Herțea în 1944 povestește că Dumnezeu a creat o turmă de oi și un caval pentru a le conduce, în timp ce Diavolul a creat caprele și cimpoiul pentru a le rătăci:
S-apleacă Dumnezeu jos și-i trage altă mână de țărână. Trage, iese un ciopor de oi mândre, albe ca laptele. S-apleacă și dracul jos și trage și el o mână de țărână. Ce-a ieșit? A ieșit caprele, cu coarne încornorale, cu ochii beliți, cu barbă (...). — Vezi mă, ce-a ieșit la tine? A ieșit după chipul și asemănarea ta (...) Apoi a făcut un caval. Cânta cu cavalul după oi, cum cântă ciobanii în ziua de azi. Cânta și dracul cu cimpoiul după capre.